# Fleetcor
Fleetcor Technologies, Inc. est une entreprise américaine qui gère les cartes carburant commerciales. Fleetcor fournit des cartes carburant, des solutions commerciales de paiement et de données, des solutions de valeur stockée et des produits et services de paiement de main-d'œuvre aux entreprises, aux flottes de véhicules, aux grandes sociétés pétrolières, aux spécialistes du marketing pétrolier et aux entités gouvernementales. La société fournit également aux clients divers produits de cartes qui fonctionnent comme une carte de paiement pour acheter du carburant, du logement et des produits et services connexes dans les emplacements participants. FleetCor Technologies a été fondée en 2000 et est basée à Norcross, en Géorgie.

## Actionnaires
Au 22 avril 2019
| Nom                            | %     |
| The Vanguard Group             | 10,2% |
| Capital Research & Management  | 6,05% |
| Wellington Management          | 5,99% |
| Fidelity Management & Research | 4,95% |
| T. Rowe Price Associates       | 4,81% |
| BlackRock Fund Advisors        | 4,78% |
| Jennison Associates            | 4,56% |
| Brown Brothers Harriman        | 3,76% |
| SSgA Funds Management          | 3,76% |
| Sustainable Growth Advisers    | 2,08% |